# Карда (Арецо)
Карда је насеље у Италији у округу Арецо, региону Тоскана.
Према процени из 2011. у насељу је живело 109 становника. Насеље се налази на надморској висини од 682 м.